# Saint-Méen
Saint-Méen är en kommun i departementet Finistère i regionen Bretagne i västra Frankrike. Kommunen ligger i kantonen Lesneven som tillhör arrondissementet Brest. År 2022 hade Saint-Méen 941 invånare.

## Befolkningsutveckling
Antalet invånare i kommunen Saint-Méen
Referens:INSEE